# Юденрат
Юденра́т (нем. Judenrat, мн. Judenraete, Judenräte — «еврейский совет») — в годы Второй мировой войны административный орган еврейского самоуправления, который по инициативе немецких оккупационных властей в принудительном порядке учреждался в каждом гетто для обеспечения исполнения нацистских приказов, касавшихся евреев.

## Первые юденраты
Первые марионеточные органы еврейского «самоуправления» нацистское руководство создало в Германии, в Вене и в Праге, но назывались они ещё по-разному и подчинялись разным инстанциям (чаще всего гестапо). Только после оккупации Польши гитлеровцы унифицировали политику в отношении юденратов, и сам этот термин впервые появился в секретной инструкции шефа гестапо Р. Гейдриха руководителям айнзацгрупп 21 сентября 1939 года: «Во всех еврейских общинах должен быть создан совет еврейских нотаблей, по возможности составленный из личностей, пользующихся влиянием, и раввинов. Совет должен состоять из 24 евреев-мужчин (количество зависит от численности общины). Он должен быть полностью ответственным (в буквальном смысле слова) за точное и неукоснительное соблюдение всех инструкций, которые уже разработаны и которые ещё будут разработаны».
Первые юденраты были созданы в оккупированной Польше осенью 1939 года по приказу Гейдриха уже через несколько недель после начала Второй мировой войны. По мере расширения немецкой оккупации юденраты были созданы во всех оккупированных странах, кроме Франции, Бельгии и Греции, — предположительно потому, что Германия не собиралась эти страны аннексировать. Но и на этих территориях нацисты предписывали еврейским общинам назначить старост для обеспечения выполнения приказов оккупантов.
Территориальная зона ответственности и подотчётность юденратов варьировались без определённой системы. Юденрат мог отвечать как за город или местечко, так и за целый район. В Германии, Голландии, Словакии, Румынии и в Протекторате Богемия и Моравия юрисдикция юденрата распространялась на всю страну.
В отдельных случаях евреи самостоятельно создавали свои органы самоуправления ещё до получения приказа о создании юденратов. Такие действия были вызваны необходимостью в любом случае организовать жизнь общины, иметь представительский орган для переговоров с властями и подкупа должностных лиц с целью защиты евреев, для предотвращения грабежей и беспорядков и необходимостью упорядочивания отправки евреев на принудительные работы. В Камень-Каширском, например, такой орган самоуправления просуществовал 3 месяца.

## Структура и полномочия юденрата
Юденрат, в соответствии с инструкцией Гейдриха, в обязательном порядке создавался в каждом населённом пункте с еврейским населением на всех оккупированных немцами территориях. Если численность евреев в данном месте превышала 10 000 человек, юденрат назначался из 24 членов, если менее — из 12 человек. Руководитель юденрата часто назывался «юденэльтестер» (нем. Judenältester) — еврейский староста.
У многих евреев существовала иллюзия, что служба в юденрате хоть в какой-то степени гарантирует сохранение жизни, и по этой причине штат работников юденрата при возможности искусственно расширялся. К тому же сотрудники юденрата и еврейской полиции получали большее вознаграждение и больший паёк, чем другие узники гетто.
Председатель юденрата («еврейский староста») один контактировал с германскими властями, отчего население гетто зачастую полагало, что немцы с ним считаются, — хотя в действительности староста только передавал и осуществлял приказы оккупантов. При огромном количестве обязанностей, возложенных на юденраты, никакой реальной власти еврейские советы не имели, немецкие оккупационные власти с ними совершенно не считались, и максимум, что удавалось юденратам, — только временно отсрочить очередное массовое убийство узников или отправку евреев в лагеря уничтожения.

## Члены и состав юденратов
В Европе членами юденратов назначались многие известные еврейские общественные деятели, активисты еврейских политических партий, религиозных и благотворительных организаций. В оккупированном Советском Союзе немцы также стремились создавать юденраты из авторитетных в данной общине евреев. В частности, от религиозных деятелей ожидалось, что они, во-первых, хорошо знают всех местных евреев, а во-вторых, будут хорошо служить в юденрате или в качестве еврейского старосты из-за недовольства преследованием советским режимом иудаизма. Там, где не находилось религиозных авторитетов, гитлеровцы часто ставили на эти должности местных уважаемых учителей или врачей.

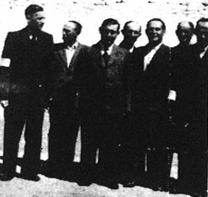
Члены юденрата в гетто города Шидловец (Польша)

Стремление немцев назначать членами юденрата известных еврейских деятелей историки объясняют несколькими причинами. Во-первых, это давало возможность подкрепить свои приказы авторитетом руководителей гетто и избежать тем самым возможных волнений. Во-вторых, с другой стороны, исполнение нацистских приказов этих же руководителей унижало в глазах узников и уменьшало их потенциальные возможности возглавить сопротивление. В-третьих, сохранение прежнего руководства общины усыпляло бдительность евреев и позволяло протянуть время до окончательного уничтожения гетто. И, в-четвертых, уважаемые члены юденрата были особенно удобны в качестве заложников, — потому что когда нацисты без колебаний убивали даже таких известных людей, то рядовые узники понимали, что они в глазах немцев вообще ничего не значат.
В большинстве случаев евреи не хотели работать в юденратах. Основная причина этого — чтобы не действовать против самих же евреев и не покрыть себя бесчестьем, часть — потому что риск превышал предполагаемые выгоды. Также далеко не каждый был способен терпеть постоянные унижения, неизбежные при работе в юденрате. Например, в городе Великие Луки председателем юденрата назначили 65-летнего Лабаса, который ежедневно был обязан говорить немцам следующую фразу: «Я, жид Лабас, докладываю вам… что все жиды на месте…», и если кого из евреев не хватало, Лабаса безжалостно избивали. Однако кто-то должен был заботиться о своих братьях-евреях в нечеловеческих условиях гетто, и евреи в конце концов обычно соглашались на работу в юденрате в надежде помочь спасти своих.
Большей частью желаемых членов юденрата, председателя и его заместителя избирали местные евреи, но нацисты всегда контролировали это, и решение евреев обязательно утверждалось немецкой администрацией. Иногда главой юденрата назначали и случайных людей. Например, в Вильнюсе, не найдя раввинов, немцы поручили организацию юденрата первому попавшемуся синагогальному служке; в Евпатории членами юденрата оккупанты поставили первых подвернувшихся им десять евреев.

### Убийства членов юденратов
Состав всех юденратов быстро сменялся. Многих членов юденратов нацисты убивали или отправляли в лагеря смерти наравне с рядовыми узниками гетто. В Западной Европе были убиты немцами почти 90 % руководителей гетто, а на оккупированной части СССР погибли практически все. Убивали тех, кто вызвал неудовольствие или подозрения гитлеровцев, незамедлительно убивали недостаточно покорных. В результате авторитетные деятели еврейских общин, назначенные в начале образования гетто, постепенно заменялись людьми, единственным достоинством которых было безоговорочное послушание. Например, 3 июля 1942 года немцы приказали старосте Барановичского гетто Б. Исаксону составить список узников для уничтожения, на что он ответил: «Я не Бог, чтобы решать, кому жить, а кому умирать», — и был расстрелян вместе с другими, отобранными без его участия. Глава Львовского гетто Йозеф Парнес отказался предоставлять списки для трудовых лагерей: «Община и её органы были созданы не для того, чтобы отправлять евреев на смерть», — и был убит нацистами, а его преемники Адольф Ротфельд, Эдуард Эберзон и Ландсберг уже не сопротивлялись решениям немецких властей.
За неподчинение юденраты истреблялись незамедлительно. В том же Львовском гетто из четырёх председателей юденрата своей смертью умер только один, а троих всё равно убили немцы. В Минском гетто расстреляли двоих председателей юденрата, в Вильнюсском — тоже двоих и ещё нескольких членов юденрата. В Лидском гетто и в гетто в Монастырщине и Хиславичах первый юденрат расстреляли в полном составе.
Нередко члены юденрата кончали жизнь самоубийством в отчаянии от невозможности помешать убийствам узников или их депортации в лагеря смерти. Так, узнав о депортациях, покончил с собой Адам Черняков — глава Варшавского гетто. Некоторых членов юденратов убили бойцы еврейского Сопротивления. Только в Греции и Нидерландах статус старосты давал реальный шанс на выживание.
Американский исследователь Иехиэль Трунк привёл данные о судьбах 720 членов юденратов в Польше:
| Судьба                                 | Количество | Процент |
| -------------------------------------- | ---------- | ------- |
| Подали в отставку                      | 21         | 2,9     |
| Сняты с поста или арестованы           | 13         | 1,8     |
| Убиты до высылок на уничтожение        | 182        | 25,3    |
| Убиты при депортации или депортированы | 383        | 53,2    |
| Самоубийство                           | 9          | 1,2     |
| Естественная смерть                    | 26         | 3,6     |
| Выжили                                 | 86         | 12      |
| Итого                                  | 720        | 100     |

## Функции и деятельность юденратов
Первоначально юденраты отвечали за перемещение евреев из небольших населённых пунктов в места, где были созданы гетто, за размещение и обустройство узников, а также за сбор евреев в случае их вывода за пределы гетто.
Со временем функции юденратов расширялись, и они несли ответственность за всё, происходившее внутри гетто, и за реализацию административных и экономических мер, направленных немцами против евреев. Это включало обеспечение хозяйственной жизни и порядка, пресечение контрабанды, обеспечение продовольствием, назначение и распределение рабочих на принудительные работы, сбор денежных средств и контрибуций, отбор кандидатов для работы в трудовых лагерях и исполнение распоряжений нацистов. Юденрат контролировал также и другие административные структуры внутри гетто (там, где они были) — еврейскую полицию, пожарную часть, здравоохранение, социальные службы, статистический учёт, работу образовательных структур и синагог.

### Обеспечение продовольствием

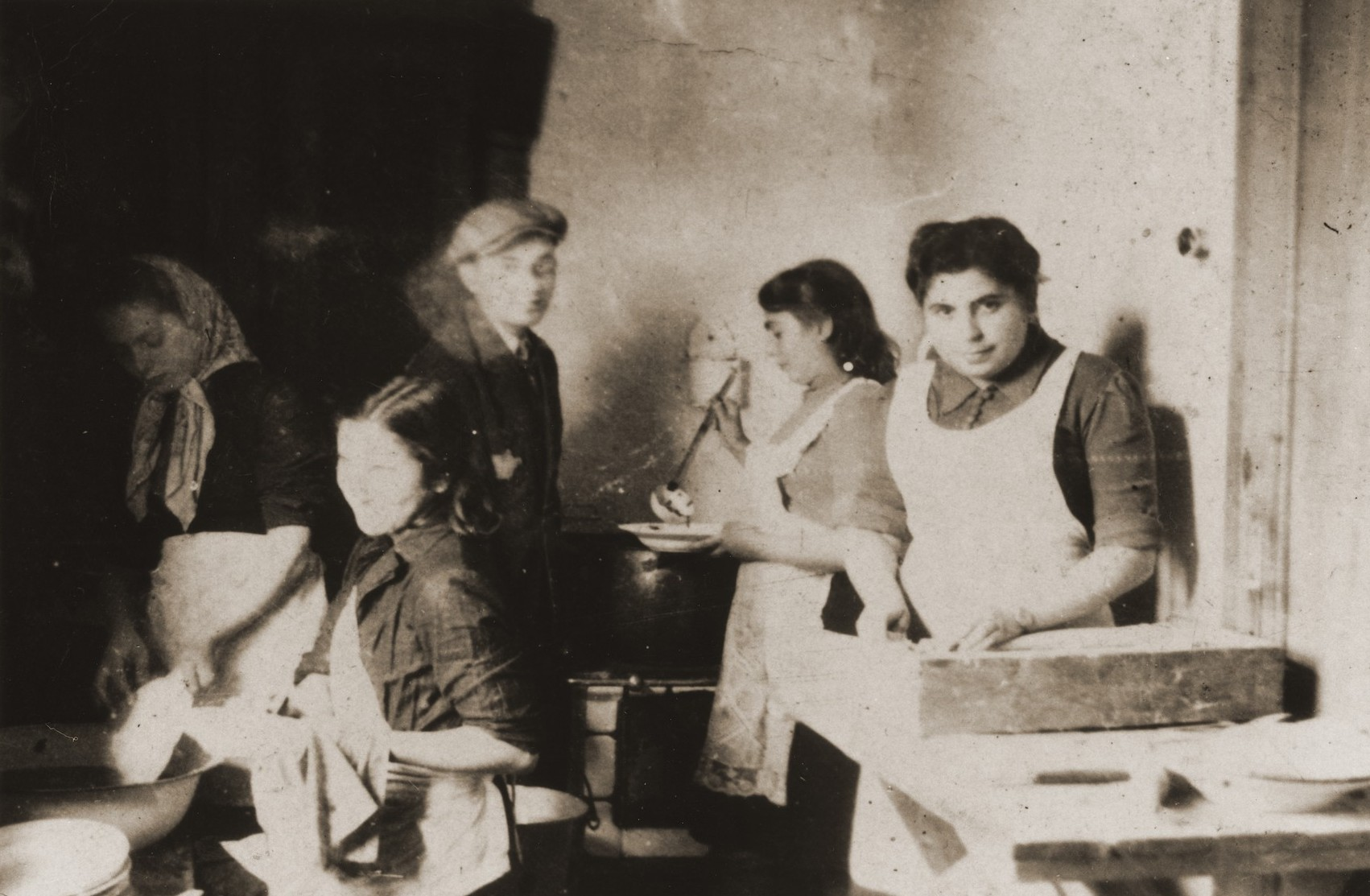
Общественная столовая в Лодзинском гетто

Юденраты распределяли мизерные пищевые пайки, выделяемые немцами на узников гетто, — а были гетто, где не выдавалось вообще никакой еды. Немцам удалось сделать голод вторым по масштабу (после непосредственного убийства) средством истребления евреев. Например, в гетто Лодзи из 200 000 узников от голода погибла половина. В гетто Каунаса евреи, работающие на принудительных работах, получали на неделю 1400 граммов хлеба и 250 граммов конины, неработающие — половину от этого. В гетто Борисова 150 граммов хлеба в день давали только работающим, в гетто в Шполе и в Велиже узников вообще не кормили, в Смоленском гетто от голода умерли сотни людей.
Во многих гетто юденраты прилагали большие усилия, организуя нелегальную доставку пищи для узников — путём недозволенных закупок или вымениванием продуктов и тайной доставкой их в гетто. За «контрабанду» продуктов наказанием в большинстве случаев был расстрел. Например, в Вильнюсское гетто юденрат контрабандным путём иногда ввозил целые телеги с продуктами, купленными у литовцев, маскируясь вывозом мусора или умерших узников. Очень редко юденратам удавалось вымолить у немцев официальное разрешение купить еду вне гетто. Но и тогда в гетто часто мало что доходило. Например, в Львовском гетто юденрат после огромных усилий сумел получить полторы тонны посылок с продуктами и медикаментами — но бо́льшую часть полученного немцы и полицаи отобрали.
Юденраты организовывали по мере возможности выращивание овощей на каждом клочке земли, устраивали для умирающих от голода столовые, — например, в Брестском гетто почти 25 % узников хоть что-то ели благодаря заботе юденрата. В Варшаве, Белостоке и других гетто юденраты смогли какое-то время поддерживать часть людей едой, теплом и одеждой. В гетто Щучина юденрат обеспечивал больных горячим супом и организовал минимальное питание для самых необеспеченных.

### Медицина и гигиена

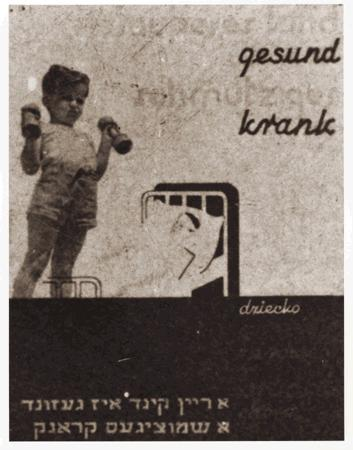
Плакат в Лодзинском гетто: «Чистый ребёнок здоров, грязный — болен».

Евреев вынуждали существовать в гетто в условиях полной антисанитарии — узники мучились от скученности, голода, холода, отсутствия канализации и водопровода, вшей, гнойных ран, непосильного труда. Болезни в гетто были нормой, а не исключением. Врачей не хватало, лекарств не было вообще. В таких условиях организация любой, даже самой мизерной, медицинской помощи и поддержание хоть какого-то уровня гигиены были постоянной заботой юденратов. Самой простой мерой гигиены были бани, и во многих гетто юденраты смогли их организовать. Известны даже случаи, когда без справки о посещении бани в некоторых гетто не выдавали продуктовый паёк.
В некоторых крупных гетто юденраты добились от немцев позволения открыть больницу, но в большинстве случаев оккупанты не разрешали евреям организовывать медицинскую помощь. Например, в Калуге руководитель гетто Френкель на просьбу открыть амбулаторию получил отказ. А в Вильнюсском гетто больница (при мизерном количестве лекарств) имела четыре отделения, рентгеновский кабинет, лабораторию и штат из 150 человек.
Смертность в гетто была в 4—10 раз выше, чем среди остального оккупированного населения. При угрозе эпидемий немцы в большинстве случаев просто уничтожали гетто целиком, но в большинстве гетто юденраты смогли предупредить массовые эпидемии. Госпитализировать инфекционных больных было невозможно, потому что это могло стать известно немцам. Из этих соображений с целью безопасности, заболевшим инфекционными болезнями (особенно тифом) евреям часто даже сообщали вымышленный диагноз и лечили тайком.

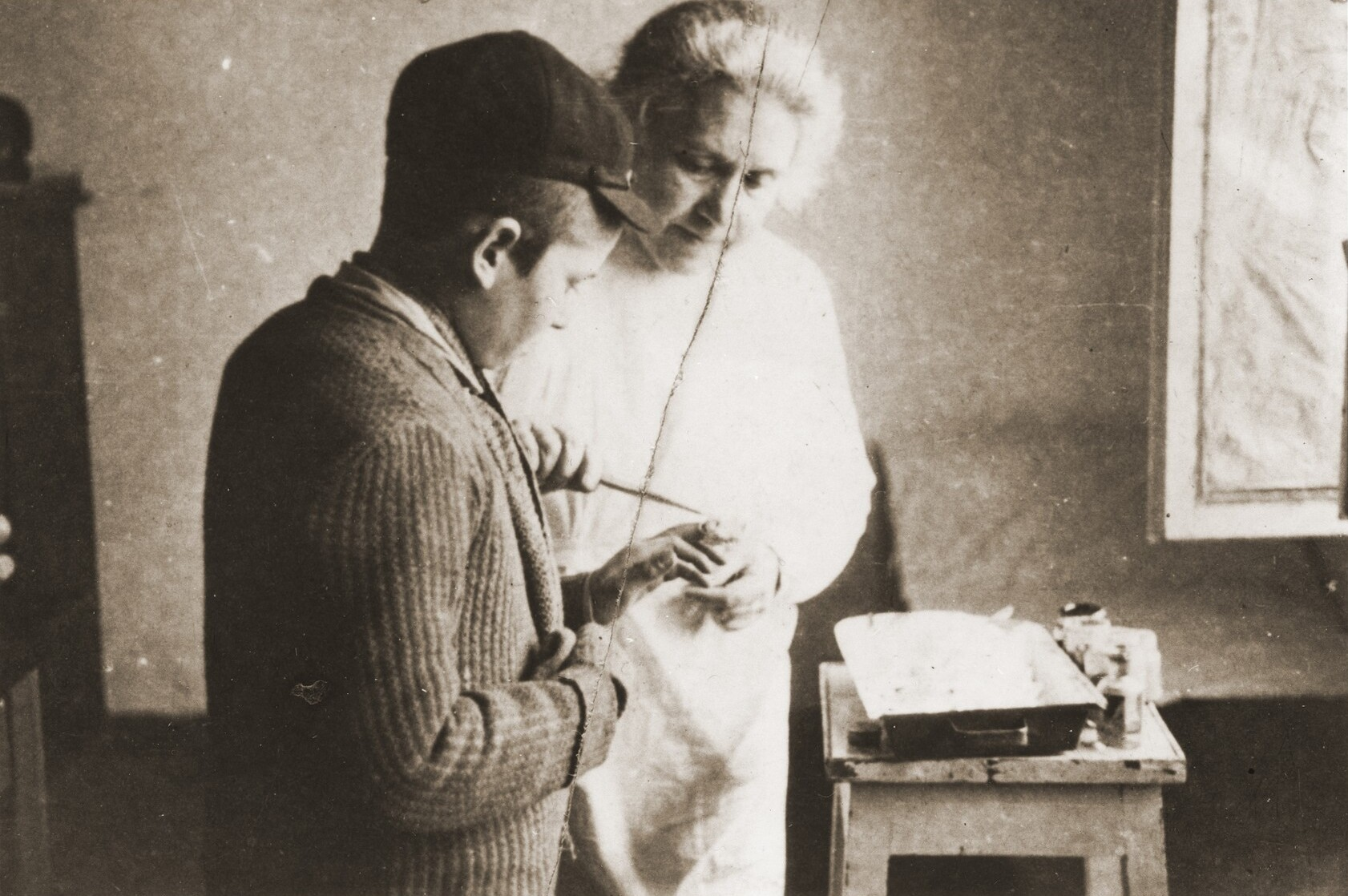
Женщина-врач оказывает медицинскую помощь в лазарете Лодзинского гетто.

Иногда больница в гетто становилась западнёй. Например, в 1941 году в гетто Каунаса немцы сожгли больницу, в которой находились 60 больных и медицинский персонал, но юденрат был вынужден рискнуть и снова открыть новую больницу, потому что даже при почти полном отсутствии лекарств и инструментов евреи-врачи умудрялись лечить многих больных узников.
Перед юденратом и врачами в гетто всё время стояли тяжелейшие моральные дилеммы. Например, ежедневно приходилось решать, кому из узников в первую очередь дать имеющиеся лекарства. Страшные проблемы породил немецкий запрет рожать женщинам гетто. Руководство гетто под страхом смерти было обязано незамедлительно сообщать о каждом случае беременности, и тогда гитлеровцы обычно убивали всю семью. В случае сокрытия факта беременности или родов опасность грозила всему гетто. Приходилось принимать все меры против родов, и врачам приходилось делать аборты даже женщинам на 8-м месяце беременности, чтобы ценой жизни ребёнка (которого всё равно убьют немцы) попытаться спасти будущих матерей и их мужей. Из записи в дневнике секретаря юденрата в гетто Шауляя: 

«Вдобавок ко всем нашим унижениям и деморализации мы вынуждены стать убийцами собственных детей. В эти чёрные дни в гетто находились три женщины в последней стадии беременности. Повседневный контроль не давал несчастным возможности скрыться самим и спасти будущих детей. В отчаянии они упросили врачей произвести им преждевременные роды, а детей истребить. Это было проделано на частной квартире. Они родились живыми и здоровыми. Один был необыкновенной красоты. Все они умерщвлены при помощи шприца и похоронены даже не на кладбище, а в одном из закоулков гетто. Лучше так, чем от немецкой руки».

### Борьба с бездомностью
Много усилий юденраты тратили на решение проблемы бездомных узников — их всех расселяли, так что почти никто не оказывался без пристанища. Добиться этого было очень тяжело. Например, в Варшавском гетто евреев — третью часть населения города — набивали по 13-15 человек в комнату, и вся эта масса людей ютилась на 5 % городской площади. Одному жителю гетто в Гродно полагалось не более 1 квадратного метра жилья. В гетто Велижа Смоленской области 500 евреев согнали в свинарник на место 300 свиней.

### Культура и образование в гетто

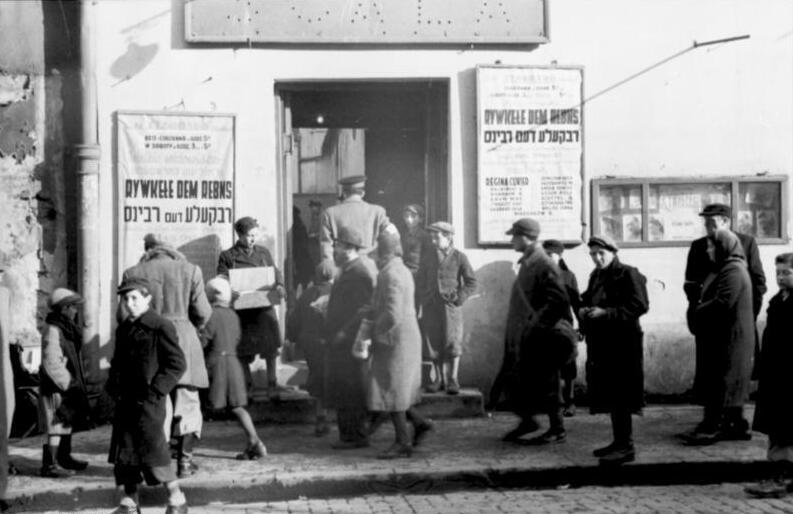
Варшавское гетто, 2 мая 1941 года. Вход в театр «Эльдорадо» (улица Дзельна, д. 1) — премьера комедии З. Калмановича «Ривкеле дем ребнс» («Ривкеле — дочь раввина»).

Помимо активного, юденраты оказывали, в первую очередь, духовное сопротивление нацистам. При малейшей возможности еврейские советы пытались устроить в гетто хоть какие-нибудь культурные мероприятия. В обстановке неминуемой смерти концерты и спектакли спасали многих узников от отчаяния.
Евреям запрещалось учить своих детей, но в гетто узники нарушали этот запрет при любой возможности. В тех редких случаях, когда нацисты всё же позволяли учить детей, школа часто становилась ловушкой — немцы в первую очередь старались убить еврейских детей как неработоспособную обузу, а в школе их было очень удобно схватить сразу и в большом количестве. Например, в Каунасском гетто юденрат после долгих мучительных колебаний всё-таки решил не допустить, чтобы дети остались неучами, и начал обучать около 500 учеников в двух школах, открытых в условиях страшной тесноты гетто. Даже после того, как 26 августа 1942 года нацисты категорически запретили любое преподавание в гетто, евреи Каунаса продолжили учить детей тайно.

### Финансовая деятельность

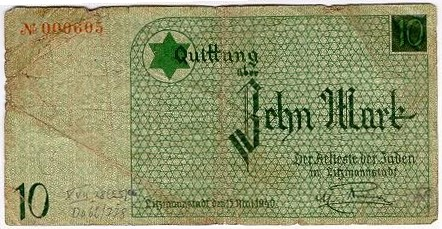
Банкнота в 10 марок Лодзинского гетто.

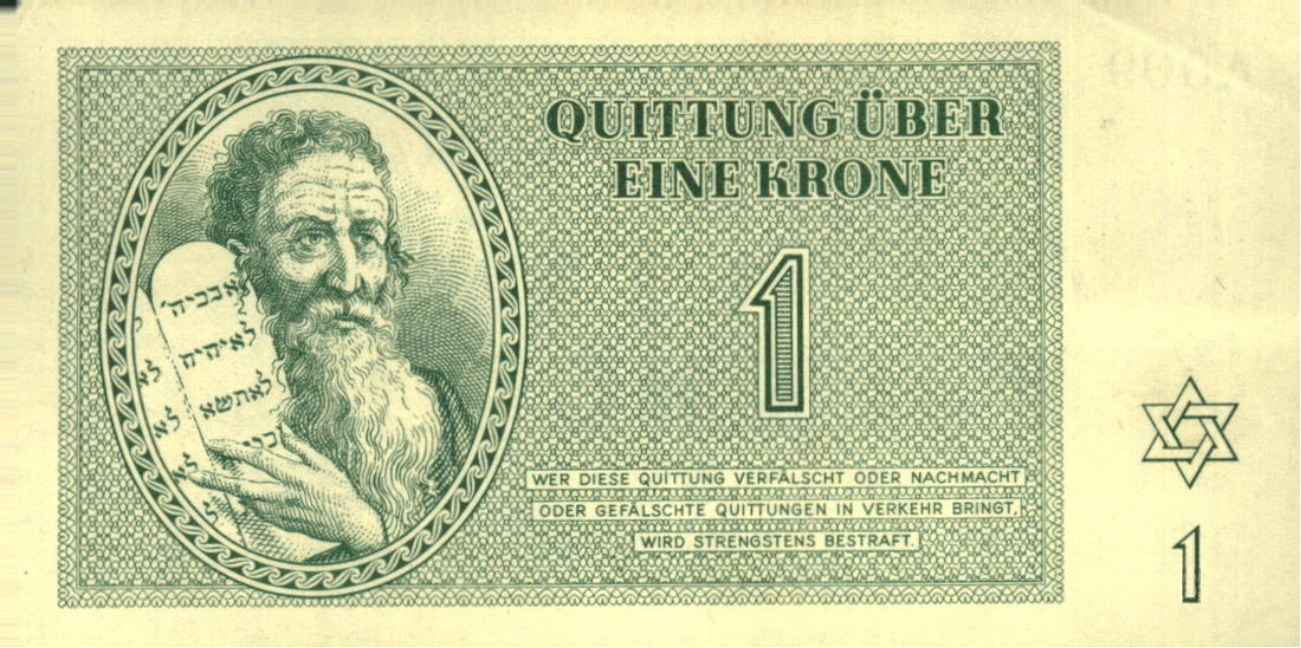
Банкнота в 1 крону Терезинского гетто.

Юденратам, ведущим непрерывную борьбу за жизнь гетто, постоянно требовались деньги. Работники юденрата должны были получать зарплату, жилой фонд требовал ремонта, больницы должны были закупать лекарства, приютам были нужны деньги на содержание детей, нужно было закупать дополнительные продукты для голодающих, школам нужны были деньги на обучение детей. Также требовались деньги на поддержание чистоты улиц, оплату водопровода, электричества и канализации. Непрерывно возникали непредвиденные, но жизненно необходимые расходы на подкуп немцев и полицаев для спасения от очередного массового убийства, для освобождения арестованных или послаблений на принудительных работах.
Деньги в юденрат поступали из единственного источника — от самих узников гетто. Они, находясь на грани жизни и смерти, всё равно, ради общественной необходимости, были вынуждены находить возможность и платить юденрату налоги. Также юденраты получали деньги, вынужденно продавая продукты по цене выше закупочной, получая плату за медицинские и коммунальные услуги и взимая штрафы. Юденраты обычно были вынуждены иметь две кассы — одну, официальную, предъявляли для проверки немцам, а другую, тайную, со смертельным риском копили на взятки и нелегальное приобретение продуктов.
В ряде гетто существовала собственная суррогатная валюта, тогда как действующие банкноты местной валюты или немецкой марки обычно конфисковывались под страхом смертной казни. Так, в гетто Варшавы и Кракова использовались польские злотые с особыми «еврейскими» надпечатками, не позволявшими использовать их за пределами гетто. В Лодзинском гетто функционировала собственная марка, а в Терезинском — терезиенштадтская крона.

## Сотрудничество с оккупационной властью
Судьба юденратов неизбежно была ужасной. Немцы создавали юденраты для помощи в истреблении евреев и ни для чего больше. Если юденрат сопротивлялся этой немецкой программе, то его уничтожали (как, например, во Львовском гетто).
Вначале члены юденратов надеялись выиграть время, исполняя все требования немцев, — собирали деньги, сдавали меха и ценности, гнали людей на принудительные работы. Но независимо от действий и поведения юденратов, принципиальной целью немцев всё равно оставалось полное уничтожение евреев. Однако многие работники еврейских советов не могли поверить, что у немцев действительно есть план «окончательного решения еврейского вопроса», обрекающий евреев на полное истребление. Поэтому даже после неоднократных «акций» (таким эвфемизмом гитлеровцы называли организованные ими массовые убийства) многие члены юденратов стремились объяснить это только стремлением нацистов избавиться от нетрудоспособных узников и уменьшить расходы на содержание гетто. Так вели себя главы множества юденратов — например, Бараш в гетто Белостока, Генс в Вильно, Черняков в Варшаве, Гершон Либерман в Глубокском гетто, которые не могли поверить, что нацисты действительно добиваются физического уничтожения всех евреев.

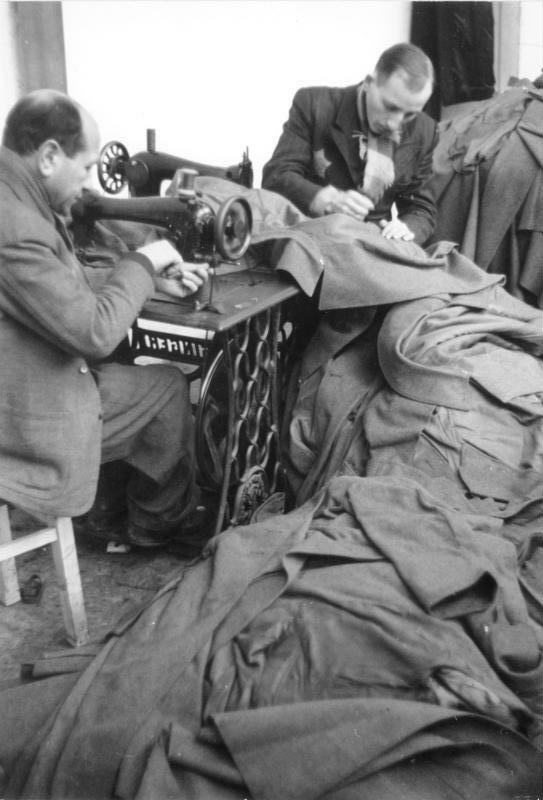
Работа узников в швейном цехе Лодзинского гетто.

В случае явного неисполнения требования немцев смерть настигала членов юденратов сразу, поэтому максимум, что могли делать еврейские советы, — это исполнять приказы гитлеровцев насколько можно плохо, стараясь отсрочить или смягчить антиеврейские действия властей. Но часть членов юденратов полагала, что если беспрекословно выполнять требования немцев, то можно добиться послаблений. Также в юденратах часто старались показать ценность труда узников гетто для экономики воюющей Германии (политика «спасения через труд») и тем самым спасти как можно больше евреев. Была широко распространены иллюзии: «выживем, если будем нужны», «работа ради жизни». С этой целью юденраты создавали и изо всех сил поддерживали нужные гитлеровцам производства. Например, Бараш в Белостокском гетто организовал фабрики, работающие для немецкой армии, и даже сделал выставку, чтобы показать полезность гетто для Германии. Но, в конце концов, это ни разу не помогло ни в одном гетто, — и евреи в Белостоке были убиты хотя и немного позже, но точно так же, как и в других городах.
В обстановке полной безысходности одни юденраты отказывались выдавать евреев, другие ради спасения общины жертвовали её частью и соглашались участвовать в отборе узников на ближайшее истребление, чтобы предотвратить или хотя бы отсрочить дальнейшие убийства. В частности, глава юденрата Лодзинского гетто Хаим Румковский уговаривал узников не сопротивляться отправке в концлагеря детей из гетто, чтобы такой ценой спасти остальных.
По этим причинам юденраты нередко были вынуждены конфликтовать с еврейским подпольем внутри гетто. Иногда это заканчивалось столкновениями: так, в Варшаве Еврейская боевая организация (пол. Żydowska Organizacja Bojowa) атаковала еврейскую полицию, в Вильнюсском гетто произошла стычка, связанная с делом Ицхака Виттенберга, в Восточной Верхней Силезии председатель юденрата Моше Мерин даже объявил войну подпольщикам. Похожая ситуация была в Кракове и других местах.

## Участие в Сопротивлении

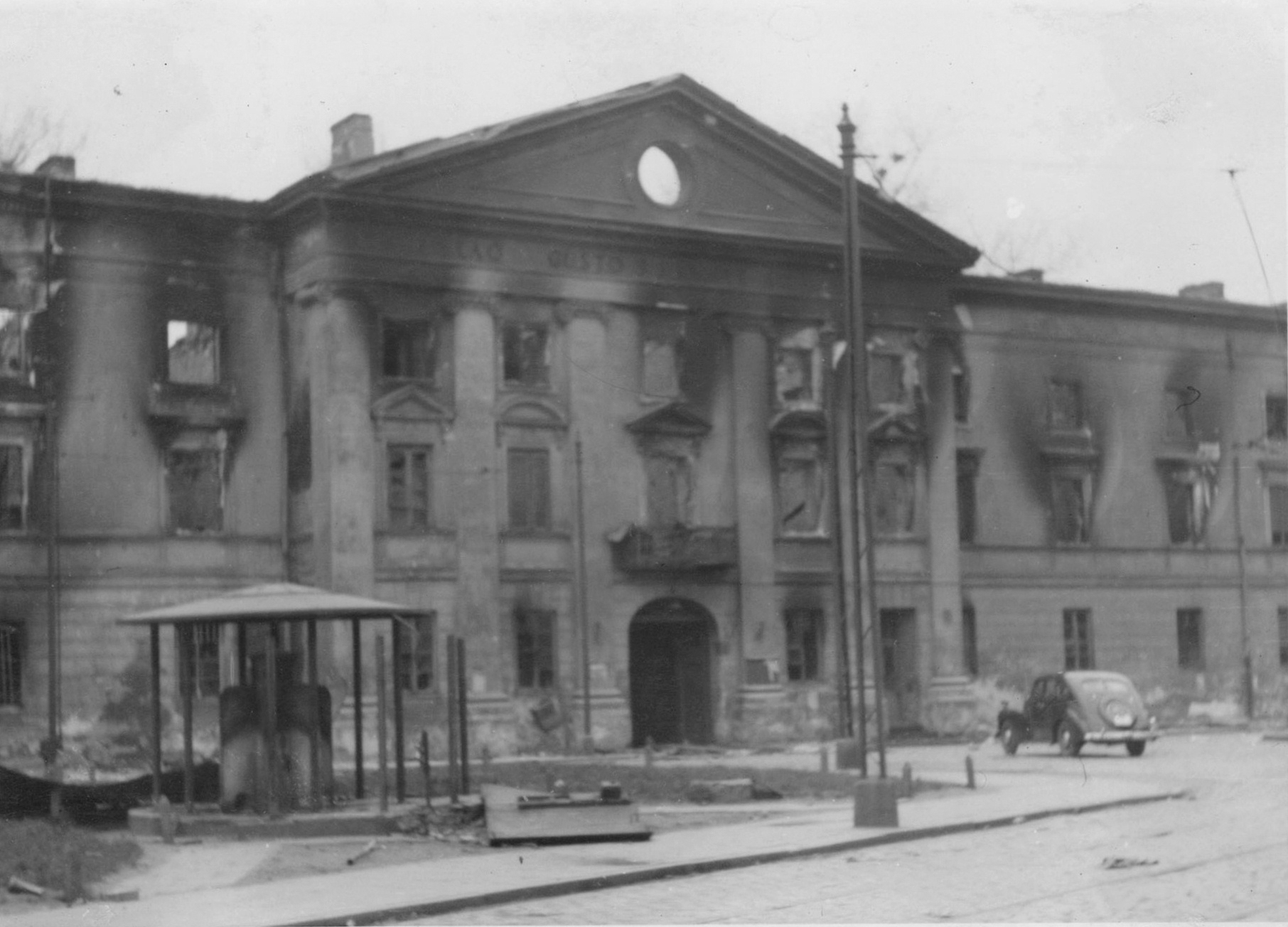
Здание Варшавского юденрата после подавления восстания в гетто (улица Заменгофа, 19).

Большинство представителей юденратов не принимали идею побегов, ухода в леса или партизанского вооружённого сопротивления. Но значительное число членов юденрата и руководителей гетто принимали участие в организации и ведении вооружённой борьбы с нацистами и активно поддерживали связь с движением Сопротивления — например, в Минском гетто и в гетто в Лахве.
Некоторые юденраты непосредственно участвовали в подпольных организациях, другие сотрудничали с ними в определённой степени, — но всегда пытаясь одновременно спасать и евреев в гетто, и, конечно, самих себя, и бороться с гитлеровцами. Руководители гетто вели себя в этом отношении совершенно по-разному — Румковский в Лодзи всеми силами боролся с подпольем, Г. Ландау в Кишинёвском гетто не помогал, но и не мешал подпольщикам, а в Шауляе и Луцке председатели юденратов сами пытались вооружить узников и начать восстание.
В гетто Белостока председатель юденрата Бараш вначале содействовал Сопротивлению, оказывая всяческую помощь и содействие Мордехаю Тененбауму — организатору и руководителю еврейского сопротивления, и даже передавал через него деньги и золото варшавскому подполью для закупки оружия. Бараш прекратил помощь Сопротивлению только в феврале 1942 года, когда немцы убили больше 10 000 евреев Белостокского гетто, и Бараш решил действовать максимально осторожно, пытаясь спасти оставшихся.
Также члены подпольного Сопротивления активно проникали и включались в состав юденратов, потому что это давало намного бо́льшие возможности для борьбы с оккупантами.
По мнению ряда исследователей, представление о руководителях юденратов, которые послушно вели евреев как «овец на бойню», не соответствует действительности. Почти 30 % глав еврейских советов в гетто противостояли немцам всеми доступными способами — что намного больше, чем, например, доля участников Сопротивления в правительствах оккупированных стран.

## После войны
За время гитлеровской оккупации подавляющее большинство членов юденратов были убиты нацистами. Однако после освобождения оккупированных территорий советские власти отнеслись к немногим выжившим из них как к «фашистским пособникам», и оставшиеся в живых были репрессированы. Практически все выжившие старосты были расстреляны.
На членов юденратов часто навешивали однозначный ярлык «фашистских пособников», несмотря на тот факт, что нацистские планы не предусматривали физического выживания евреев, независимо от оказанных ими услуг.
В 1970—1980-х годах, в ходе антисионистской кампании, советская публицистика использовала тему юденратов для нападок на Израиль, игнорируя отсутствие связи между юденратами или сионизмом. Для создания параллелей между юденратами и Израилем публицисты намеренно подбирали фотографии и кинохронику, где на одежде членов юденратов была видна шестиконечная звезда, которую их заставляли носить нацисты.

## Критика действий юденратов
Уже с момента создания юденратов их деятельность вызывала противоречивые мнения. Часть людей считала членов юденратов только пособниками нацистов и приспособленцами, желающими выжить любой ценой. Другие понимали, что работа в юденрате давала хоть какую-то возможность спасать евреев и помогать сопротивлению. Множество узников всеми способами пытались вредить и мешать работе юденратов — кто-то уклонялся от налогов и принудительных работ, кто-то вообще отказывался от сотрудничества с еврейскими советами, в некоторых гетто даже происходили забастовки и демонстрации против юденратов. Однако при безапелляционных обвинениях юденратов в добровольном пособничестве немцам следует учитывать тот факт, что юденраты были вынуждены управлять общиной гетто в совершенно новых, неизвестных в прошлом условиях.
В составе юденратов оказывались и те, которые любой ценой и за счёт других узников пытались получить личные выгоды и избежать смерти. При любом рассмотрении деятельности юденратов они всё-таки сотрудничали с немцами, а часть их работников помогала организовывать массовые убийства, поддерживала еврейскую полицию внутри гетто, брала взятки и за счёт чужих жизней продлевала свою. И хотя в большинстве случаев юденраты выполняли распоряжения немецких властей, и принимали решение пожертвовать одними членами общины ради других — «отрезать руку, чтобы спасти все тело», и принуждали людей выходить на тяжелейшие работы, и обдирали узников, собирая «контрибуции» для нацистов, и не всегда могли помочь голодным и больным, и среди них попадались и вымогатели, и воры, и бессердечные люди, — но, несмотря на это, подавляющее большинство узников гетто получало от юденратов помощь и было им благодарно.
Идея юденратов «работа ради жизни» поддерживалась абсолютным большинством обитателей гетто почти безоговорочно. Даже боевые подпольщики гетто, постоянно конфликтуя с юденратами, никоим образом не возражали против их существования и в подавляющем большинстве случаев не выступали против них в открытую — так как прекрасно понимали необходимость их работы и все сложности их попыток беспрерывного спасения гетто.